# Cathrine Asmussen
Pour les articles homonymes, voir Asmussen.
Cathrine Asmussen est une réalisatrice, scénariste, directrice de la photographie et monteuse danoise née le 17 décembre 1967 à Frederiksberg (Danemark).

## Filmographie

### comme réalisatrice
- 1995 : Jamen I forstår mig ikke (téléfilm)
- 1997 : Take Off (téléfilm)
- 2002 : Kids (série télévisée)
- 2002 : En Mors historie (téléfilm)

### comme scénariste
- 1995 : Jamen I forstår mig ikke (téléfilm)
- 1997 : Take Off (téléfilm)
- 2002 : En Mors historie (téléfilm)

### comme directrice de la photographie
- 1997 : Take Off (téléfilm)

### comme monteuse
- 1997 : Take Off (téléfilm)